# Конюшина лопухова
{{#ifeq:0|0|{{#if:|{{#if:Trifoliumlappaceum|[[]}}|}}}}
Конюшина лопухова (Trifolium lappaceum L.) — вид рослин родини бобові (Fabaceae).

## Опис
Однорічна трав'яниста запушена рослина. Стебла 10–45(60) см, прямостійні, розгалужені. Листові фрагменти 5–25 мм, обернено-яйцеподібні або еліптичні, зазубрені. Суцвіття 12–18 мм в діаметрі, кулясті або яйцеподібні, зі стеблами до 30 мм. Віночок 6–8 мм, рожевий. Насіння 0.9–1.7 мм, гладке, вохристе або фіолетове.

## Поширення
Поширення: Північна Африка: Алжир; Єгипет; Лівія; Марокко; Туніс. Азія: Кіпр; Іран; Ірак; Ізраїль; Йорданія [пн.-зх.]; Ліван; Сирія; Туреччина; Таджикистан [пд.-зх.]; Туркменістан [пд.-зх.]. Кавказ: Азербайджан; Грузія; Росія — Дагестан. Європа: Україна — Крим; Албанія; Болгарія; Колишня Югославія; Греція [вкл. Крит]; Італія [вкл. Сардинія, Сицилія]; Франція [вкл. Корсика]; Португалія [вкл. Мадейра]; Іспанія [вкл. Балеарські острови, Канарські острови].
Населяє заплавні луки на піщаних ґрунтах, іноді суглинних, дещо солоних; 0–1000 м.  
В Україні зростає на сухих трав'янистих схилах — на ПБК, від гори Аюдаг до м. Балаклави, рідко. Входить до переліку видів, які перебувають під загрозою зникнення на території м. Севастополя.